# Trennungssatz
Der Trennungssatz (auch Satz von Eidelheit, benannt nach Meier Eidelheit) ist ein mathematischer Satz über die Möglichkeiten zur Trennung konvexer Mengen in normierten Vektorräumen (oder allgemeiner lokalkonvexen Räumen) durch lineare Funktionale. Dabei handelt es sich um geometrische Folgerungen aus dem Satz von Hahn-Banach. Wie dieser beruht daher der Trennungssatz auf einem nicht-konstruktiven Argument, wie dem Lemma von Zorn beziehungsweise dem Auswahlaxiom.

## Erste Formulierung
Die einfachste Version des Trennungssatzes lautet wie folgt:
Sei {\displaystyle X} ein normierter Vektorraum (oder lokalkonvexer Raum) über {\displaystyle \mathbb {R} } oder {\displaystyle \mathbb {C} }. Seien weiter {\displaystyle M\subset X} eine abgeschlossene konvexe Menge und {\displaystyle x\in X\setminus M}. Dann existiert ein lineares stetiges Funktional {\displaystyle \varphi \in X'} mit :::{\displaystyle {\rm {Re}}(\varphi (x))<\inf\{{\rm {Re}}(\varphi (y))\ |\ y\in M\}}.
Hier bezeichnet {\displaystyle {\rm {Re}}} den Realteil und {\displaystyle X'} den topologischen Dualraum von {\displaystyle X}. Man sagt dann: Das Funktional {\displaystyle \varphi } trennt den Punkt {\displaystyle x} von  der Menge {\displaystyle M}.

## Weitere Formulierungen
In obiger Formulierung kann der Punkt {\displaystyle x} durch eine kompakte konvexe Menge ersetzt werden. Man erhält dann den folgenden Satz:
Sei {\displaystyle X} ein normierter Vektorraum (oder lokalkonvexer Raum) über {\displaystyle \mathbb {R} } oder {\displaystyle \mathbb {C} }. Seien weiter {\displaystyle M\subset X} eine nicht-leere, abgeschlossene, konvexe Menge und {\displaystyle K\subset X\setminus M} eine nicht-leere, kompakte, konvexe Menge. Dann existiert ein lineares stetiges Funktional {\displaystyle \varphi \in X'} mit :::{\displaystyle \sup\{{\rm {Re}}(\varphi (x))\ |\ x\in K\}<\inf\{{\rm {Re}}(\varphi (y))\ |\ y\in M\}}.
Schließlich kommt man zu einer schwächeren Trennungseigenschaft, wenn man in obiger Version auf die Abgeschlossenheit und Kompaktheit verzichtet:
Sei {\displaystyle X} ein normierter Vektorraum (oder lokalkonvexer Raum) über {\displaystyle \mathbb {R} } oder {\displaystyle \mathbb {C} }. Seien weiter {\displaystyle M_{1},M_{2}\subset X} nicht-leere, disjunkte, konvexe Mengen, {\displaystyle M_{2}} sei offen. Dann existiert ein lineares stetiges Funktional {\displaystyle \varphi \in X'} mit :::{\displaystyle \forall y\in M_{2}:\sup\{{\rm {Re}}(\varphi (x))\ |\ x\in M_{1}\}<{\rm {Re}}(\varphi (y))}.

## Hyperebenen

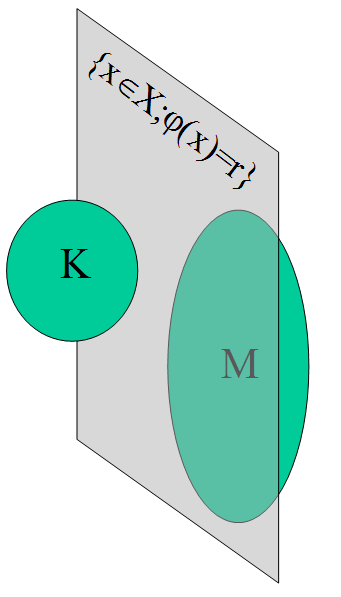
Im Anschauungsraum werden disjunkte konvexe Mengen durch Ebenen getrennt.

Mengen der Form {\displaystyle \{x\in X;{\rm {Re}}(\varphi (x))=r\}}, wobei {\displaystyle \varphi \in X'} und {\displaystyle r\in {\mathbb {R} }}, sind abgeschlossene Hyperebenen. 
Sie zerlegen den Raum {\displaystyle X} in einen oberen Halbraum {\displaystyle \{x\in X;{\rm {Re}}(\varphi (x))\geq r\}} und einen unteren Halbraum {\displaystyle \{x\in X;{\rm {Re}}(\varphi (x))\leq r\}}.
Zu einer kompakten konvexen Menge und einer dazu disjunkten abgeschlossenen konvexen Menge kann man nach obigem Trennungssatz eine Hyperebene finden, so dass die beiden Mengen in unterschiedlichen Halbräumen liegen, und zwar jeweils im Inneren dieser Halbräume.
Man sagt, die Hyperebene trenne die beiden konvexen Mengen.
Das ist im 2-dimensionalen und 3-dimensionalen Fall besonders anschaulich, da die Hyperebenen in diesen Fällen Geraden bzw. Ebenen sind.

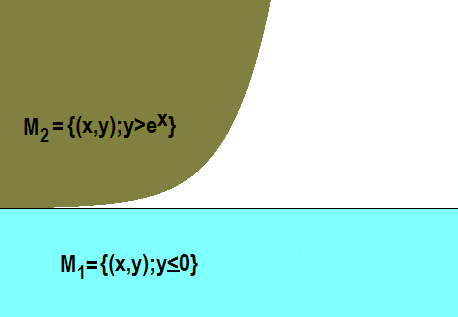
Die disjunkten, konvexen Mengen und lassen sich nicht durch offene Halbräume trennen.

Hat man zwei disjunkte konvexe Mengen in {\displaystyle X}, von denen eine offen ist, so gibt es zu diesen nach der zuletzt genannten Version des Trennungssatzes ebenfalls eine Hyperebene, so dass die beiden Mengen in unterschiedlichen Halbräumen liegen. 
Im Allgemeinen kann man aber nicht mehr erreichen, dass beide im Inneren der Halbräume liegen.
Dazu betrachte man in {\displaystyle X={\mathbb {R} }^{2}} die untere Halbebene {\displaystyle M_{1}:=\{(x,y)\ |\ y\leq 0\}} und die offene Menge oberhalb des Graphen der Exponentialfunktion {\displaystyle M_{2}:=\{(x,y)\ |\ y>e^{x}\}}.
Wie durch nebenstehende Zeichnung verdeutlicht, ist {\displaystyle \{(x,y)\ |\ \varphi (x,y)=0\}} mit {\displaystyle \varphi (x,y):=y} die einzige trennende Hyperebene, und {\displaystyle M_{1}} liegt nicht im Inneren des zugehörigen Halbraums.

## Anwendungen
Dieser Satz hat auch außerhalb der Funktionalanalysis viele wichtige Anwendungen und stellt für viele Beweise ein nicht-konstruktives Existenzargument dar, unter anderem:
- Existenz von Subdifferentialen für geeignet formulierte verallgemeinerte Richtungsableitungen.
- Beweis von Farkas’ Lemma, das heißt Anwendung in der konvexen Optimierung.
- Beweis des Fundamentalsatzes der Arbitragepreistheorie für faire Preise von Derivaten im Mehr-Perioden-Modell.